# Neoperla tetrapoda
Neoperla tetrapoda är en bäcksländeart som beskrevs av Peter Zwick 1986. Neoperla tetrapoda ingår i släktet Neoperla och familjen jättebäcksländor. Inga underarter finns listade i Catalogue of Life.